# Tabotaki
Tabotaki ist eine Landgemeinde im Departement Bouza in Niger.

## Geographie
Tabotaki liegt in der Sahelzone. Die Nachbargemeinden sind Garhanga im Nordwesten, Ibohamane im Norden, Azèye im Nordosten, Babankatami im Osten, Bouza im Süden und Déoulé im Westen. Bei den Siedlungen im Gemeindegebiet handelt es sich um 27 Dörfer, 19 Weiler und 2 Lager. Der Hauptort der Landgemeinde ist das Dorf Tabotaki. Es liegt auf einer Höhe von 426 m.

## Geschichte
Das französische Übersee-Forschungsinstitut Office de la Recherche Scientifique et Technique Outre-Mer (ORSTOM) betrieb in Tabotaki eine geomagnetische Station, die zu einem Netzwerk von mehreren hundert ORSTOM-Stationen in Westafrika gehörte, an denen in den 1950er Jahren geomagnetische Messungen vorgenommen wurden.
Die Landgemeinde Tabotaki entstand als Verwaltungseinheit 2002 im Zuge einer landesweiten Verwaltungsreform aus einem Teil des Kantons Bouza.

## Bevölkerung
Bei der Volkszählung 2012 hatte die Landgemeinde 46.266 Einwohner, die in 7305 Haushalten lebten. Bei der Volkszählung 2001 betrug die Einwohnerzahl 24.368 in 3871 Haushalten.
Im Hauptort lebten bei der Volkszählung 2012 3893 Einwohner in 660 Haushalten, bei der Volkszählung 2001 2575 in 409 Haushalten und bei der Volkszählung 1988 2079 in 385 Haushalten.

## Politik
Der Gemeinderat (conseil municipal) hat 15 gewählte Mitglieder. Mit den Kommunalwahlen 2020 sind die Sitze im Gemeinderat wie folgt verteilt: 10 PNDS-Tarayya, 3 MPR-Jamhuriya und 2 ADN-Fusaha.
Jeweils ein traditioneller Ortsvorsteher (chef traditionnel) steht an der Spitze von 16 Dörfern in der Gemeinde.

## Wirtschaft und Infrastruktur
Die Gemeinde liegt in einer Zone, in der Regenfeldbau betrieben wird. Die Niederschlagsmessstation im Hauptort wurde 1990 in Betrieb genommen.
Gesundheitszentren des Typs Centre de Santé Intégré (CSI) sind im Hauptort und in der Siedlung Yagalalane vorhanden. Der CEG Tabotaki ist eine allgemein bildende Schule der Sekundarstufe des Typs Collège d’Enseignement Général (CEG). Beim Centre de Formation aux Métiers de Tabotaki (CFM Tabotaki) handelt es sich um ein Berufsausbildungszentrum.